# Rainha Doña Amélia
Rainha Dona Amélia fue un crucero protegido una unidad de la Armada portuguesa, construido en el Arsenal de Lisboa en 1901.
El barco recibió su nombre en honor a D. Amelia de Orleans, esposa del rey D. Carlos I. En 1910, luego del establecimiento de la república, en la que el crucero tuvo un papel destacado en los diversos movimientos revolucionarios, su nombre fue cambiado a NRP República.
El 6 de agosto de 1915 se perdió por encallamiento accidental cerca de Consolação, al sur de Peniche.

## Características
El crucero Rainha Doña Amélia tenía casco de acero. Fue el primer barco de acero construido en el Arsenal de Lisboa con un proyecto coordinado por el ingeniero naval Alphonse Croneau, técnico francés contratado por el Gobierno portugués para modernizar el Arsenal.
Contaba con el siguiente armamento: cuatro cañones de 150 mm, dos cañones de 100 mm, dos cañones de 47 mm, dos cañones de 37 mm, dos ametralladoras de 6,5 mm y dos tubos lanzatorpedos.
Cabe destacar que la Armada portuguesa volvió a darle el nombre de “República” a otro de sus barcos. Se trata del NRP República, que sirvió entre 1921 y 1943, como crucero y como aviso colonial.

## Hundimiento
Portugal entró en la Primera Guerra Mundial en 1916. Hasta entonces, los buques de guerra supervisaban el cumplimiento de su neutralidad. Esta era la función del República como parte del escuadrón de entrenamiento de defensa marítima. A las 7:00 horas del 3 de agosto de 1915, la unidad, durante una patrulla, encalló cerca de la playa de Consolação, al sur de Peniche. El remolcador Bérrio y la unidad de salvamento Walkiria se apresuraron a socorrer al crucero. Las unidades llegaron al lugar después de seis horas, pero los intentos de remolcar el República a aguas más profundas fracasaron: la operación de rescate tuvo que interrumpirse debido a la tormenta que se avecinaba. El barco fue retirado de la marina el 20 de agosto. A mediados de octubre, el consejo de guerra dictaminó que el comandante de la unidad no era responsable de provocar el desastre.